# I'll Play the Blues for You
I'll Play the Blues for You — студійний альбом американського блюзового музиканта Альберта Кінга, випущений лейблом Stax Records в 1972 році. 
У тому ж році альбом зайняв 11 позицію в хіт-параді R&B Albums журналу Billboard, і 140-у в хіт-параді The Billboard 200. Сингли «I'll Play The Blues for You, Pts. 1-2», «Breaking up Somebody's Home» і «Angel of Mercy» посіли 31, 35 та 42 сходинки відповідно в чарті Billboard R&B Singles. Композиція «Breaking up Somebody's Home» також посіла 91 позицію в чарті The Billboard 100.
У 1998 році альбом було занесено до Зали слави блюзу.

## Список композицій
1. «I'll Play The Blues for You, Pts. 1-2» (Джері Біч) — 7:20
2. «Little Brother (Make a Way)» (Генрі Буш, Дж. Джонс, Кліфтон Вільямс Сміт) — 2:49
3. «Breaking up Somebody's Home» (Тімоті Джексон, Реймнонд Метьюз) — 7:19
4. «High Cost of Loving» (Гемлетт, Дж. Джонс) — 2:56
5. «I'll Be Doggone» (Джонні Мур, Смокі Робінсон, Марвін Тарплін) — 5:41
6. «Answer to the Laundromat Blues» (Альберт Кінг) — 4:37
7. «Don't Burn Down the Bridge ('Cause You Might Wanna Come Back Across)» (Дж. Джонс, Карл Веллз) — 5:07
8. «Angel of Mercy» (Гомер Бенкс, Реймонд Джексон) — 4:20

## Учасники запису
- Альберт Кінг — гітара, вокал
- The Memphis Horns — труби
- The Bar-Kays & The Movement — ритмічна група

## Позиції у чартах

### Альбом
| Рік  | Чарт              | Позиція |
| ---- | ----------------- | ------- |
| 1972 | R&B Albums        | 11      |
| 1972 | The Billboard 200 | 140     |

### Сингли
| Сингл                                  | Інформація |
| -------------------------------------- | --- |
| «Angel of Mercy»                       | - Сингл Stax 0121, 1972 - Сторона Б: «Funky London» - US R&B Singles #42                                           |
| «I'll Play the Blues for You (Part 1)» | - Сингл Stax 0135, 1972 - Сторона Б: «I'll Play the Blues for You (Part 2)» - US R&B Singles #31                   |
| «Breaking up Somebody's Home»          | - Сингл Stax 0147, 1972 - Сторона Б: «Little Brother (Make a Way)» - US R&B Singles #35 - US The Billboard 100 #91 |